# Selección de rugby de Malasia
La selección de rugby de Malasia es el equipo representativo de ese país en torneos internacionales. Está regulado por la Malaysia Rugby Union.

## Palmarés
- Asia Rugby Championship Division 1 (2): 2016, 2017
- Asia Rugby Championship Division 2 (3):  2009, 2014, 2015
- Crescent Cup: 2015

## Participación en copas
| - no ha clasificado - Asian Rugby Championship 1969: no participó - Asian Rugby Championship 1970: 4º en el grupo - Asian Rugby Championship 1972: 4º en el grupo - Asian Rugby Championship 1974: 4º puesto - Asian Rugby Championship 1976: 5º puesto (último) - Asian Rugby Championship 1978: 4º en el grupo - Asian Rugby Championship 1980: 3º en el grupo - Asian Rugby Championship 1982: 4º puesto - Asian Rugby Championship 1984: 4º en el grupo - Asian Rugby Championship 1986: 4º en el grupo - Asian Rugby Championship 1988: 4º en el grupo - Asian Rugby Championship 1990: 3º en el grupo - Asian Rugby Championship 1992: 4º en el grupo - Asian Rugby Championship 1994: 3º en el grupo - Asian Rugby Championship 1996: 4º en el grupo - ARC Division 2 1998: 4º puesto - ARC Division 2 2000: no participó - ARC Division 2 2002: 6º puesto - ARC Division 2 2004: no participó - ARC Plate 2006: 6º puesto (último) | - Asian 5 Nations Division 1 2010: 3º puesto - Asian 5 Nations Division 1 2011: 4º puesto (último) - Asian 5 Nations Division 2 2008: 2º puesto - Asian 5 Nations Division 2 2009: Campeón invicto - Asian 5 Nations Division 2 2012: 2º puesto - Asian 5 Nations Division 2 2013: 2º puesto - Asian 5 Nations Division 2 2014: Campeón invicto - ARC Division 2 2015: Campeón invicto - ARC Division 1 2016: Campeón - ARC Division 1 2017: Campeón invicto - ARC Top 3 2018: 3º puesto (último) - ARC Top 3 2019: 3º puesto (último) - ARC Top 3 2022: 3º puesto (último) - ARC Top 3 2023: 3º puesto (último) - ARC 2024: 4º puesto (último) - Tour a Japón XV 1994: perdió (0 - 2) - Tour a Singapur 2000: perdió (0 - 1) - Tour a Tailandia 2014: (1 - 1) - Torneo Cuadrangular 1997: 4º puesto (último) - Crescent Cup 2015: Campeón invicto |